# 刺鸫鹛
刺鸫鹛（学名：Turdoides nipalensis），是画眉科鸫鹛属的一种，分布于印度和尼泊尔。该物种的保护状况被评为无危。
刺鸫鹛的平均体重约为61.0克。栖息地为亚热带或热带的（低地）湿润疏灌丛。